# Cucumis humifructus
Cucumis humifructus är en gurkväxtart som beskrevs av Sydney Margaret Stent. Cucumis humifructus ingår i släktet gurkor, och familjen gurkväxter. Inga underarter finns listade i Catalogue of Life.